# Euryproctus nemoralis
Euryproctus nemoralis är en stekelart som först beskrevs av Geoffroy 1785.  Euryproctus nemoralis ingår i släktet Euryproctus och familjen brokparasitsteklar. Arten är reproducerande i Sverige. Utöver nominatformen finns också underarten E. n. suborbitalis.